# Brandon Cole
Brandon Cole es un dramaturgo, guionista y director estadounidense. 

## Vida y carrera
Cole nació en Chicago y se crio en el Condado de Westchester, del estado de Nueva York. Asistió la Universidad Tufts. Después de trabajar dos años como objetor de conciencia en un hospital de Boston, volvió a la universidad y se graduó en el Sarah Lawrence College consiguiendo diplomas en filosofía y literatura. Tras un tiempo desempeñando diversos trabajos en diferentes ciudades y países, volvió a Nueva York con la intención de estudiar y dedicarse a la escritura.
En 1979 conoció al actor y director John Turturro con quien colaboraría produciendo obras de teatro y películas como Jamie's Gang, su primera obra de teatro, y Mac (1992), debut como cineasta de Turturro y cinta ganadora del premio Caméra d'or en Cannes.
Recibió diversos premios y nominaciones por su debut como director en el cine, O.K. Garage (1998).